# Fragmentum de Arnulfo duce Bavariae
Das sogenannte Fragmentum de Arnulfo duce Bavariae (etwa „Bruchstück über den bayerischen Herzog Arnulf“) ist ein historiographisches Fragment einer um 919/20 verfassten Preisschrift auf den bayerischen Herzog Arnulf I. Es entstand im Kloster St. Emmeram zu Regensburg. Das Fragmentum ist einzuordnen in eine Reihe nicht näher definierbarer Konflikte, die Arnulf I. im ersten Viertel des zehnten Jahrhunderts mit den ostfränkischen Königen Konrad I. und Heinrich I. ausfocht.

## Inhaltliches und Formales zumFragmentum de Arnulfo duce Bavariae

### Inhaltsangabe
Der Text des Fragmentum beginnt unvermittelt mit einem Halbsatz. Es wird beschrieben, dass Heinrich I. (Saxo Heimricus) auf Anraten eines nicht genannten Bischofs feindlich in das bayerische Königreich (regnum Baioariae) eingedrungen sei. Es wird dezidiert auf die Unrechtmäßigkeit dieses Vordringens hingewiesen, namentlich dass Bayern ein Territorium sei, in dem keiner von Heinrichs Vorfahren auch nur einen Fußbreit (gressum pedis) Land besessen habe. Dies sei auch der Grund dafür, dass er bei seinem ersten Einfall (primo ingressu) durch eine Fügung Gottes (Dei nutu) besiegt worden sei. Dies kann als Beweis dafür gesehen werden, dass Heinrich nicht nur einmal gegen Bayern respektive Arnulf zu Felde zog.
Im zweiten Abschnitt weist der unbekannte Chronist darauf hin, dass auch Heinrichs Thronvorgänger, Konrad I., illegtimer- und feindseligerweise (non regaliter sed hostiliter) in Bayern eingefallen sei: Konrad sei mordend und brandschatzend durch Bayern gezogen und habe viele Kinder zu Waisen (orphanos) und Frauen zu Witwen (viduas) gemacht. Regensburg sei angezündet und geplündert worden. Nachdem Konrad diese Verbrechen (peccatis) begangen habe, sei er durch göttliche Fügung (divino nutu) gezwungen worden, abzuziehen (exierunt coacti). Der Grund für den Rückzug bleibt unerwähnt.
Der letzte Absatz ist eine Eloge auf Herzog Arnulf, der als glorreicher Anführer (gloriosus dux) verklärt wird: Er sei vom Himmel (ex alto) mit allerlei Vorzügen gesegnet, tapfer und tatkräftig. Er allein habe sein Volk von der Geißel der Sachsen (de sevienti gladio paganorum) errettet und ihm die Freiheit wiedergegeben. Diese Lobrede auf den bayerischen Herzog ist für ihre Zeit beispiellos und unterstreicht dessen Machtposition im Südosten des von der Auflösung bedrohten Ostfrankenreiches, so dass "Arnulf [...] in der kargen Historiographie seiner Zeit nahezu dieselbe Resonanz [fand] wie König Heinrich".

### Entstehungszeit, Überlieferung, Textsorte
Als Entstehungsort des Fragmentum de Arnulfo duce Bavariae wird in der Forschung übereinstimmend das Regensburger Stift St. Emmeram angenommen. Als Entstehungszeitraum werden weitestgehend kongruent die Jahre 919 bzw. 920 angegeben. Sicher ist, dass es noch zu Lebzeiten Herzog Arnulfs I. von Bayern († 937) verfasst wurde. Der feindselige Ton des Fragmentum schließt dabei aus, dass es zum Zeitpunkt seiner Entstehung bereits zu einer Einigung der beiden Konfliktparteien gekommen war. Nimmt man also – wie vielfach verfochten – 921 als das Jahr des Friedensschlusses an, so muss das Fragmentum zwischen einem mutmaßlichen ersten gescheiterten Feldzug Heinrichs I. und dem zweiten erfolgreichen entstanden sein. Andreas Kraus gibt abweichend davon das Jahr 935 als Zeitpunkt der Entstehung an.
Das Fragmentum de Arnulfo duce Bavariae ist das einzige erhaltene Bruchstück eines historiographischen Textes unbekannter Länge, unbekannten Inhalts und unbekannter Intention. Ludwig Holzfurtner geht davon aus, dass es der Schlussteil eines längeren Textes sei. Das wenige, das von diesem Text erhalten ist, mutet wie eine Preisschrift auf Arnulf I. an. Deshalb gehen einige Historiker davon aus, dass dieser Abschnitt gezielt überliefert wurde, während der Rest des Textes in Vergessenheit geriet. Als zeitgenössischer Text entwirft das Fragmentum ein durchweg positives Bild von Arnulf und steht damit im Gegensatz zur überwiegend negativen Beurteilung des Bayernherzogs, v. a. in der königsnahen Geschichtsschreibung, was ihm den Beinamen "der Böse" einbrachte. Auch andere Schriften, die in unmittelbarer Nähe zu Arnulf entstanden, charakterisieren ihn als idealen Herrscher und lassen einige unpopuläre politische Entscheidungen des Bayernherzogs, wie z. B. die umfangreiche Säkularisation der bayerischen Kirche, unerwähnt. Das Fragmentum ist in einer einzigen, nicht zeitgenössischen Handschrift überliefert, die die ersten Teile der philosophischen Abhandlung De nuptiis Philologiae et Mercurii ("Die Hochzeit der Philologie mit Merkur") des frühmittelalterlichen Gelehrten Martianus Capella enthält, und wird unter der Signatur clm 14729 in der Bayerischen Staatsbibliothek in München aufbewahrt. Der Text wurde auf fol. 70 im 12. Jahrhundert nachgetragen.

## Der Konflikt zwischen Arnulf und Heinrich I.

### Chronologie der Ereignisse
Heinrich I. sah sich bei seinem Regierungsantritt zahlreichen Problemen gegenüber: Die Verhinderung einer Reichsteilung hatte dieselbe Relevanz wie die Ungarn- und Normannenabwehr. Auch die (Rück)Eroberung Lothringens stellte einen wichtigen, prestigeträchtigen Programmpunkt auf seiner Agenda dar. Der bayerische Herzog Arnulf I. hatte bereits seit seinem Regierungsantritt 907 keinen Kontakt mehr zum ostfränkischen Königtum, so dass die Annahme nahe liegt, dass er sich und das von ihm beherrschte Territorium als nicht zum Reich gehörig betrachtete. Dass er sich als König sah, liegt daher nicht fern, gleichwohl er diese Würde nicht auf das gesamte Ostfrankenreich bezogen haben dürfte, sondern auf sein Herrschaftsgebiet als eigenständiges regnum – eine Bezeichnung für das bayerische Stammesherzogtum, die ja auch der Chronist des Fragmentum wählte, und eine Vorstellung, die dem Frühmittelalter durchaus nicht fremd war: Unter den Merowingern und später auch unter den Karolingern war es gängige Praxis, das Stammesgebiet aufzuteilen, wenngleich in der Regel nur unter Verwandten aus der eigenen Sippe.
Jedenfalls verabsäumte Arnulf es offensichtlich, Heinrich I. den gebührlichen Respekt in Form einer Huldigung zu zollen. Strukturell reicht das Problem allerdings noch weiter zurück: Arnulf geriet bereits mit Heinrichs Vorgänger Konrad I. in einen nicht näher klassifizierbaren Konflikt. Zurückzuführen sind dieser und andere ähnliche Konflikte, die Konrad und Heinrich auszutragen hatten, v. a. darauf, dass es den zeitgenössischen Potentaten der ostfränkischen Reichsteile am Gefühl der Zusammengehörigkeit der einzelnen Teile gebrach, welches schon nach dem Tod des letzten karolingischen Kaisers Arnulf von Kärnten im Jahr 899 erlosch. Die bayerischen Herzöge genossen in (spät)karolingischer Zeit eine exempte Position im Herrschaftsgefüge. Durch ihre Königsnähe erlangten sie in der Nachfolge des 'gefallenen' Bayernherzogs Tassilo III. weitgehend freie Hand. Auch Arnulf erwies sich als tatkräftiger Herrscher im Inneren, der aber auch außenpolitische Erfolge vorweisen konnte: So gelang es ihm im Gegensatz zu Konrad I. und Heinrich I., die Ungarn 913 erfolgreich abzuwehren.
Den genauen Handlungsablauf der Konfrontation zwischen Arnulf und König Heinrich zu rekonstruieren, ist aufgrund der bruchstückhaften Überlieferung der Geschehnisse von 920/21 kaum möglich. Deshalb kann auch nicht bestimmt werden, ob es die grundsätzliche Haltung Arnulfs ist, die Heinrich I. zu einer Strafaktion veranlasste, oder ob es ein einzelnes Ereignis gewesen ist, das den ottonischen König verärgerte. Möglich ist, dass Heinrich I. daran Anstoß nahm, dass Arnulf eigenmächtig nach Böhmen und Italien ausgriff. Allgemein wird angenommen, dass 920 das Jahr des ersten erfolglosen Feldzugs Heinrichs I. gegen Arnulf und 921 das Jahr des Friedensschlusses ist. Sicher ist, dass die öffentliche Ordnung des Reiches auf dem Spiel stand – eine Situation, in der ein mittelalterlicher König handeln musste, denn nur im Konsens mit den Großen des Reiches konnte er eine erfolgreiche Politik betreiben. Auch wenn mit Hilfe des vorhandenen Quellenmaterials eine rituelle Unterwerfung Arnulfs vor Heinrich I., eine sog. deditio, nicht nachgewiesen werden kann, so hat es eine solche doch sehr wahrscheinlich gegeben, wie vergleichbare zeitgenössische Fälle zeigen.
Hochadlige Konflikte in ottonischer Zeit wurden – bis auf wenige Ausnahmen – stets in dieser Form beigelegt und verliefen in der Regel idealtypisch in drei Schritten: „kontrollierte Eskalation, fast institutionalisierte Rolle von Intercessoren zur Beilegung des Konflikts, ritualisierte Wiederherstellung des status quo ante“. Letzterer wurde oft durch ein sog. amicitia-Bündnis, also einen Freundschaftsvertrag, besiegelt. Der Bündnisschluss wurde öffentlich zelebriert, um die (Wieder-)Herstellung des Konsenses zwischen den Konfliktparteien, hier König und Herzog, für ein breiteres Publikum sichtbar zu machen. Arnulf war in der Folge doppelt an Heinrich I. gebunden: zum einen als Vasall des Königs, zum anderen aber auch als persönlicher Freund des Sachsen. Diese Möglichkeit der Konfliktbeilegung ist ein wesentliches Strukturelement ottonischer Herrschaft: Bereits Heinrich I. verzichtete im Gegensatz zu seinen karolingischen und konradinischen Vorgängern darauf, in die Geschicke aller Reichsteile einzugreifen. Vielmehr setzte er auf Integration: Er verbündete sich mit den einzelnen Stammesherzögen – Eberhard in Franken, Burchard in Schwaben und eben Arnulf in Bayern – und ließ diesen als Gegenleistung für den Gefolgschaftseid innenpolitisch weitest gehend freie Hand. Eine Ausnahme stellte dabei die Kirchenpolitik dar: Heinrich I. und seine ottonischen Nachfolger ließen es sich in aller Regel nicht nehmen, in die Investitur des Territorialklerus einzugreifen. Oftmals nicht-indigene Bischöfe waren aufgrund fehlender Machtbasis so verstärkt auf die Gunst und Unterstützung des ostfränkischen Königs angewiesen. In diesem Zusammenhang ist es folglich besonders bemerkenswert, dass Heinrich I. im sog. Vertrag von Regensburg von 921 zu Gunsten Arnulfs darauf verzichtete, in den bayerischen Klerus einzugreifen, und dürfte der innen- wie außenpolitischen Machtbasis des Bayernherzogs geschuldet sein.

### Die Frage nach einem Gegenkönigtum Herzog Arnulfs
In der Forschung ist bis heute umstritten, ob sich Arnulf tatsächlich zum Gegenkönig aufgeworfen habe. Nachvollziehbar ist diese Annahme allemal, denn "[a]llem Anschein nach hat damals auch [...] Herzog Arnulf I. von Bayern aus Anspruch auf ein Königtum von ungewisser Größenordnung erhoben", wie Alois Schmid suggeriert. Diese These wird unterstrichen von Robert F. Barkowski und Kurt Reindel, die Arnulf anhand des vorhandenen Quellenmaterials als "Gegenkönig" identifizieren. Diesem Befund schließen sich auch Wolfgang Giese und Roman Deutinger unter Berufung auf die Annales Iuvavenses an.
Gerd Althoff und Hagen Keller favorisieren hingegen die These, Arnulf sei von seinen Anhängern zum König ausgerufen worden. Allerdings sei diese Königserhebung auf das bayerische Teilreich beschränkt gewesen, was den Machtanspruch anbelangt. Dementsprechend war Arnulf kein Gegenkönig im eigentlichen Sinne, sondern eher ein "Thronrivale", der aber selbst eigenständige Kronrechte auf einen Teil des Ostfrankenreiches erhob. Dies erscheint vor dem Hintergrund plausibel, dass das Gefühl der inneren Zusammengehörigkeit des Reiches Ende des neunten Jahrhunderts verloren gegangen war (s. o.).
Ludwig Holzfurtner hingegen widerspricht der Vorstellung eines wie auch immer gearteten (Gegen)Königtums Arnulfs: Letzterer habe dafür wesentlich zu passiv agiert. Stichhaltige Beweise einer möglichen Königserhebung, wie z. B. ein Königsumritt oder das Abfassen von Rundschreiben an ranghohe Adressaten, fehlten im Falle Arnulfs fast vollständig. Die Tatsache, dass Arnulf in Bayern königsgleich regiert habe und königliche Vorrechte an sich gezogen habe, genüge als Nachweis eines (Gegen)Königtums nicht.

## Ausgabe
- Georg Heinrich Pertz (Hrsg.): Fragmentum de Arnulfo duce Bavariae. In: MGH SS XVII. Hahn, Hannover u. a. 1861, S. 570. (Digitalisat)